# Дхіндо
Дхіндо (англ. dhindo; непал. ढिँडो) — традиційна страва у Непалі, Бутані та деяких районах Індії (Сіккім і Дарджилінг).

## Приготування
Рецепти приготування дхіндо досить прості. Традиційно дхіндо готується з гречки, проса, пшениці або кукурудзяного борошна. Для приготування цієї страви потрібен залізний посуд, здебільшого у тих країнах, де її готують, використовують Phalame Tapke. Для перемішування густої маси використовується вузька ложка Dabilo.
Рецепт дхіндо (порція на 2 людини)
Інгредієнти:
- вода — 1 літр
- борошно — 250 грам
- пряжене масло (масло з молока буйволиці) чи звичайне масло — 250 мл

Налити воду в каструлю, поставити на вогонь. В киплячу воду повільно всипати борошно та перемішувати ложкою. Додати пряжене масло і перемішувати консистенцію 5-7 хвилин доти, доки ложка не стане застрягати в ній. У цьому випадку дхіндо вже готове.

## Традиції
Дхідно є основною стравою в непальській, бутанській та індійській кухнях.
Переважно дхідно їдять руками, роблячи маленькі кульки та занурюючи їх в холодну рідину (наприклад, в суп з сочевиці, або молоко, або gundruk), а потім, не пережовуючи, тільки ковтають.